# Erhanger Švabski
Erhanger ali Erhangar je bil od leta 915 do svoje smrti vojvoda Švabske, * okoli 860/880, † 21. januar 917. 
Bil je sin švabskega palatinskega grofa Bertolda I., ki se včasih omenja tudi kot Erhanger, zato se vojvoda Erhanger včasih šteje za Erhangerja II. Mati Gizela je bila hčerka kralja Ludvika Nemškega. Družina je bila znana kot Ahalolfingi. 
Erhanger je bil prvotno missus dominicus na Švabskem. Leta 911 se je zaradi skupnih političnih ciljev povezal s konstanškim škofom Salomonom III.  Erhanger si je takrat prizadeval pridobiti večjo politično moč v Švabski na račun vojvode Burharda I. in njegovega sina Burharda II. Pomembno vlogo je igral pri padcu Burharda starejšega, ki je bil obsojen veleizdaje in leta 911 usmrčen. S padcem Burhardov sta Erhanger in njegov mlajši brat Bertold postala najmočnejša grofa v klanu.
Leta 913 sta se Erhanger in nemški kralj Konrad I. sprla, potem pa je Erhanger svojo pravkar ovdovelo sestro Kunigundo poročil s kraljem in postal kraljev predstavnik v Švabski. Njegovo zavezništvo s škofom Salamonom se je prekinilo, ker je  škof nasprotoval njegovemu vzponu. Ko je škof Erhangerju zmanjšal dohodke, ga je leta 914 zaprl. Kralj Konrad I. je temu nasprotoval in osvobodil škofa, Erhangerja pa izgnal. 
Erhanger se je leta 915 vrnil in se skupaj s svojim nečakom Arnulfom Bavarskim in starim sovražnikom Burhardom II. vojskoval proti Madžarom. Erhanger in Burhard sta se nato obrnila proti Konradu I. in ga v bitki pri Wahlwiesu v Hegauu premagala.  Erhanger je bil po zmagi razglašen za vojvodo, potem pa je bil na višjem sodišču v Hohenaltheimu septembra 916 zaradi prestopkov proti kralju in škofu obsojen na samostan. 21. januarja 917 je bil na kraljev ukaz usmrčen.

## Vira
- Duckett, Eleanor Shipley (1988). Death and Life in the Tenth Century. The University of Michigan Press.
- Jackman, Donald C. (2009). Ius hereditarium Encountered II: Approaches to Reginlint. Editions Enlaplage.

| Erhanger Švabski Ahalolfingi Rojen: ok. 860/880 Umrl: 21. januar 917 |                         |                                |
| Vladarski nazivi                                                     |                         |                                |
| Predhodnik: Burhard I. Švabski                                       | Vojvoda Švabske 915–917 | Naslednik: Burhard II. Švabski |